# Veglio di Creta

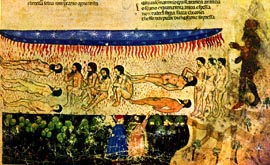
La distesa dei violenti contro natura, Dante e Virgilio, da basso nel bosco, indicano il Veglio di Creta sulla destra (manoscritto dell'Anonimo veneto, fine del XIV secolo)

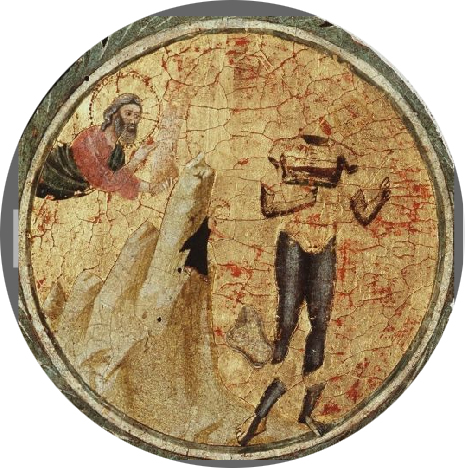
Daniele interpreta il sogno di Nabucodonosor (Pacino di Buonaguida, Albero della Vita)

Il Veglio di Creta è un personaggio allegorico dell'Inferno di Dante Alighieri.

## Storia
Il veglio di Creta è portato a spiegazione dell'origine dei fiumi infernali da Virgilio (Inf. XIV, vv. 94-120) ed è una figura tratta dalla Bibbia, dal Libro di Daniele (II 31-33), dove è descritto il sogno di Nabucodonosor, che solo il profeta Daniele riesce a interpretare.
Si tratta di una statua ciclopica che Dante colloca a Creta nei meandri del Monte Ida, dove era stato nascosto Zeus e che si trova strategicamente a metà strada tra la terra d'oriente sede delle antiche civiltà (simboleggiate nel testo da Damietta, in Egitto) e Roma, centro del mondo Latino contemporaneo a Dante.
Il "veglio" è la statua di un vecchio, con una testa di oro fino, le braccia e il petto d'argento e il busto fino all'inguine (la "forcata" intesa come biforcatura delle gambe) di rame. Le gambe sono di ferro, compreso il piede sinistro, mentre quello destro è di terracotta e proprio su questo piede più fragile esso si appoggia di più.
Da ogni parte, tranne che da quella d'oro, si aprono fessure che gocciolano lacrime, che si raccolgono e poi escono dalla grotta sotto forma di fiume. Questo fiume poi scende roccia per roccia e forma l'Acheronte, lo Stige e il Flegetonte, che poi scendono ancora e confluiscono nel Cocito, dove più non si può scendere (Dante immagina lì il centro della terra). Virgilio conclude dicendo che più avanti vedrà quello stagno, ma non ne vuole parlare ora. 
Rispetto a Daniele i piedi sono differenziati, invece di essere un amalgama di ferro e terracotta, a simbolo del mescolio delle razze più antiche e forti con quelle più deboli. In Daniele, poi, una pietra staccatasi da sé colpisce i piedi, punto debole, che rompendosi fanno franare tutta la statua; nella Bibbia non c'è traccia delle crepe che sgrondano il pianto ininterrotto.
La spiegazione di questo complesso sistema di simboli è quella derivata dalla tradizione biblica: le varie sezioni del Veglio rappresenterebbero le epoche della civilizzazione. Da un'epoca aurea, dove non sgorgano lacrime, cioè priva del peccato (cioè di peccatori che piangano), si passa a regni via via meno virtuosi e più fragili, fino ai due piedi, che rappresenterebbero l'epoca contemporanea. La loro divisione sarebbe quella tipica del mondo dantesco tra potere papale e imperiale: l'Impero sarebbe il piede di ferro, ancora forte ma poco presente, perché ormai ci si appoggiava più all'altro piede, quello del papato, più debole perché d'argilla, ma più potente. Il vecchio, corrotto da innumerevoli fratture si specchierebbe in Roma, anch'essa dominata dalla corruzione. In Daniele invece il mondo attuale era l'età dell'oro, mentre la degradazione era vista rispetto al futuro, quindi in un certo senso Dante aggiorna il complesso simbolico ai tempi contemporanei, come se si fosse ormai arrivati sull'orlo del collasso della statua e quindi della civiltà. Anche il fatto che in Daniele non escano i fiumi di lacrime può essere inquadrabile nel fatto che questa addizione è frutto della decadenza secolare avvenuta fino al tempo di Dante.
Secondo un'altra interpretazione più "filosofica", legata all'Etica Nicomachea di Aristotele, il Veglio rappresenterebbe la decadenza dell'anima di ogni essere umano, con la testa d'oro simboleggiante il libero arbitrio e con le altre sezioni più o meno deteriorate dal peccato che sarebbero le varie facoltà psichiche. Le lacrime avrebbero anche una funzione iniziatica perché con la loro evaporazione spegnerebbero le fiamme del girone dei violenti contro natura (percosso da una continua pioggia infuocata, altra suggestione biblica della distruzione di Sodoma) permettendo il passaggio del pellegrino Dante. In definitiva quindi il pianto del Veglio sarebbe come un'allegoria del peccato, che nasce dagli uomini e punisce gli uomini stessi attraverso i fiumi infernali.

## I fiumi infernali
L'origine dei fiumi infernali che sgorgano dalla statua del gran veglio di Creta descritta da Virgilio è riportata da Natalino Sapegno che illustra i versi danteschi restando in equilibrio tra mito e magia: «Dentro alla montagna di Creta sta una statua colossale di vecchio, che volge le spalle all'Egitto e il volto a Roma». Dalle profonde fessure della statua fuoriescono lacrime che, «raccogliendosi al fondo della grotta, andranno a formare l'unico fiume, che varia aspetti e muta nomi via via che discende nella voragine infernale, chiamandosi di volta in volta Acheronte, Stige, Flegetonte e Cocito». Francesco Flora ricorda, tra i fiumi dell'oltretomba, Lete, di cui si tratta in questo stesso canto XIV, che «scorre nel paradiso terrestre, ed è il fiume dell'oblio».